# Oxygyne triandra
Oxygyne triandra är en enhjärtbladig växtart som beskrevs av Rudolf Schlechter. Oxygyne triandra ingår i släktet Oxygyne och familjen Burmanniaceae. IUCN kategoriserar arten globalt som akut hotad.
Artens utbredningsområde är Kamerun. Inga underarter finns listade i Catalogue of Life.